# 멜로디카
멜로디카(영어: Melodica), 대한민국에서는 멜로디언(Melodion: 스즈키)으로 잘 알려진 악기는 연주자가 입으로 공기를 마우스피스에 집어놓고 건반을 누르면 리드가 움직여 소리가 나는 원리로 연주하는, 풍금보다는 작고, 하모니카보다는 큰 휴대용 자유리드악기이다. 보통 2~3 옥타브의 다양한 음역대로 제조된다. 제조사에 따라 멜로디혼Melodihorn: 삼익, 피아니카Pianica: 야마하 등의 이름으로 판매되기도 한다.
콘서티나에서 변화된 멜로디카는 1950년 후반에 호너가 작고 가벼운 어린이용 휴대용으로 설계되면서 시작되었다. 그러나 지금은 주로 일본과 대한민국에서 생산되며, 특히 아시아 지역에서는 초등학생의 음악 교육에 사용된다. 

## 작동방식
자유리드악기인 멜로디카는 건반 아래에 해당 음에 해당하는 개별 리드가 달려 있다. 연주자는 마우스피스 등을 통해 공기를 넣고 건반을 누른다. 건반을 누르면 리드를 막는 밸브가 열려 플라스틱, 목재, 금속 등으로 만들어진 플레이트 사이로 공기가 퍼지면서 소리가 난다. 연주자는 공기압으로 악기의 볼륨을 조정할 수 있으며, 물빼기 버튼을 활용하기도 한다. 또한 다른 관악기와 달리 들어가 있는 공기가 충분하다면 여러 음을 동시에 연주할 수 있다.

## 형태
악기는 12음계의 건반과 취입구, 내부에 리드가 부착된 판, 그리고 들어간 물을 빼는 레버로 구성되어 있다. 멜로디카의 재질은 플라스틱, 목재, 금속 등으로 다양하다. 건반의 경우 보통 낮은 F(F3)부터 시작되며, 32(F3-C5)개나 37(F3-F5)개로 주로 구성되지만, 음역대에 따라 24개(2옥타브), 44개 등 다양한 구성이 있다.
악기에 용도에 맞게 마우스피스를 끼운다. 마우스피스는 연주 형태에 따라 들고 불 때는 짧은 플라스틱제를 사용하고, 건반을 놓고 칠 때는 길고 유연한 플라스틱 튜브로 구성된다. 또한 입으로 부는 대신 펌프를 사용할 수도 있다.
멜로디온의 음색은 외부 마이크를 통해 주로 녹음하나, 일부 전문가용 악기에는 내부에 마이크와 사운드 출력이 달려 있어 소리를 증폭할 수 있기도 하다.

## 분류
멜로디온에도 주요 음역대에 따라 분류가 있다.

## 같이 보기
- 아코디언
- 클라비올라
- 하모니카
- 풍금